# Шинобу Оно
Шинобу Оно (јап. 大野 忍; 23. јануар 1984) јапанска је фудбалерка.

## Репрезентација
За репрезентацију Јапана дебитовала је 2003. године. Са репрезентацијом Јапана наступала је на два Олимпијским играма (2008. и 2012) и три Светска првенства (2007, 2011. и 2015). За тај тим одиграла је 139 утакмица и постигла је 40 голова.

## Статистика
| Јапан  | Јапан | Јапан |
| Год.   | Ута.  | Гол.  |
| ------ | ----- | ----- |
| 2003   | 5     | 2     |
| 2004   | 1     | 3     |
| 2005   | 7     | 1     |
| 2006   | 16    | 4     |
| 2007   | 17    | 8     |
| 2008   | 19    | 7     |
| 2009   | 3     | 2     |
| 2010   | 12    | 6     |
| 2011   | 17    | 3     |
| 2012   | 15    | 2     |
| 2013   | 7     | 1     |
| 2014   | 6     | 0     |
| 2015   | 12    | 0     |
| 2016   | 2     | 1     |
| Укупно | 139   | 40    |